# Sperchon parvus
Sperchon parvus är en kvalsterart som beskrevs av Herbert Habeeb 1956. Sperchon parvus ingår i släktet Sperchon och familjen Sperchonidae. Inga underarter finns listade i Catalogue of Life.